# Въоръжени сили на Монако
Княжество Монако (или официално Принципат Монако, френски: Principauté de Monaco, монегаски: Principatu de Múnegu) е една от най-малките суверени държави в света. Със своето население от около 37 500 души и територия от малко над 2 кв. км. Княжеството е втората най-малка суверена държава след Ватикана и същевременно най-гъсто населената държава в световен мащаб.
Тези национални особености, наред с обстоятелството, че огромно мнозинство от населението е натурализирано, а не поданици на Принципата по рождение определя характерните особености за въоръжените му сили. От една страна огромният процент от натурализирани граждани означава, че е невъзможно въвеждането на обща военна повинност за населението. От друга страна по същата причина е и невъзможно създаването на институция за военно образование. Така основната част от военнослужещи в Монако са бивши офицери, сержанти и войници от Френската армия. Самите монарси на Монако традиционно получават офицерската си подготовка във Франция. На практика малката средизомноморска държава разчита изцяло на Франция за своята отбрана, което е скрепено и с договор за добросъседство между двете. Преди всичко външна агресия, насочена спрямо Монако трябва да преодолее въоръжените сили на Франция, чиято сухоземна и морска територия граничи с Княжеството. Освен това миниатюрната територия на страната не позволява организирането на отбранителни линии и оперативен тил за отстъпление и това напълно обезсмисля организирането на въоръжени сили като възпиращ фактор пред чужда агресия. В страната липсват обичайните институции като Министерство на отбраната, Генерален щаб и дори институцията армия като цяло. Формално въоръжените сили на Монако включват две самостоятелни военни подразделения, подчинени на Държавния министър на Монако (le Ministre d'état), но на практика никое от двете не може да бъде определено фактически като такова.

## Подразделения

### Рота карабинери на Принца
Ротата карабинери на Принца (Compagnie des Carabiniers du Prince) е основното войсково подразделение на Княжеството. По-точно ротата би могла да бъде определена по-скоро като жандармерия и почетна гвардия, отколкото като конвенционално армейско подразделение. Основните ѝ функции са осигуряване на личната охрана на Принца на Монако, неговото семейство, резиденции и висшите държавни служители на Княжеството; официален военен държавен церемониал като почетна стража на държавните учреждения и гостуващи чуждестранни делегации, осигуряване на поддръжка на Полицията на Монако при извънредни ситуации по линия на сигурността, както и поддръжка на Корпуса на пожарникарите при природни бедствия и аварии и организиране на евакуацията на населението към територията на Франция при обявяване на извънредна ситуация.
Съставът на ротата включва 3 офицери, 15 подофицери, около 95 войници, както и около 14 цивилни служители. По принцип те са офицери, сержанти и войници, преминали военна подготовка (и служба) във Френската армия, след което сключват договор с Правителството на Княжеството. Единият от офицерите е командирът на ротата със звание майор (на френски: commandant). Принцът на Монако е със звание полковник, но не е в състава на ротата, както и други членове на владетелското семейство или поданици на Княжеството, произведени в почетни военни звания от подполковник надолу. В рамките на Ротата съществуват специализирани подразделения като личната охрана на Принца, моторизирана секция за ескорт, водолазна секция и военен оркестър. Казармата на ротата е разположена в квартал La Ville.

### Корпус пожарникари
Корпусът пожарникари (Corps des Sapeurs-Pompiers) официално също е определян като част от въоръжените сили на Княжеството, но в действителност представлява противопожарната служба и гражданската защита на държавата. Корпусът включва 10 офицери, 26 подофицери и 99 пожарникари, както и около 25 цивилни служители. Разположен е в две казарми в La Condamine и Fontvieille. Подобно на Ротата карабинери на Принца, персоналът на Корпуса пожарникари включва основно бивши офицери, подофицери и пожарникари от Френската армия (Френската пожарна бригада и Марсилския батальон моряци-пожарникари). Корпусът е добре оборудван с модерни противопожарни и спасителни автомобили, автомобили за ЯХБЗ, линейки, верижни евакуационни машини и противопожарен катер. Статусът на Корпуса на военна част дава на служителите правото да носят оръжие и той разполага със собствена оръжейна, отделна от тази на Ротата.

### Офицерски звания на въоръжените сили
| Офицерски звания          | Офицерски звания                                                              | Офицерски звания                                                              | Офицерски звания                                                              | Офицерски звания                                                              | Офицерски звания                                                              | Офицерски звания                                                              |
| ------------------------- | ----------------------------------------------------------------------------- | ----------------------------------------------------------------------------- | ----------------------------------------------------------------------------- | ----------------------------------------------------------------------------- | ----------------------------------------------------------------------------- | ----------------------------------------------------------------------------- |
| Звание:                   | Младши лейтенант                                                              | Лейтенант                                                                     | Капитан                                                                       | Майор                                                                         | Подполковник                                                                  | Полковник (запазено за Принца)                                                |
| на френски:               | Sous Lieutenant                                                               | Lieutenant                                                                    | Capitaine                                                                     | Commandant                                                                    | Lieutenant Colonel                                                            | Colonel                                                                       |
| Рота карабинери на Принца |                                                                               |                                                                               |                                                                               |                                                                               |                                                                               |                                                                               |
| Корпус пожарникари        | Пагоните са същите както и тези на Ротата, но на червен, вместо на черен фон. | Пагоните са същите както и тези на Ротата, но на червен, вместо на черен фон. | Пагоните са същите както и тези на Ротата, но на червен, вместо на черен фон. | Пагоните са същите както и тези на Ротата, но на червен, вместо на черен фон. | Пагоните са същите както и тези на Ротата, но на червен, вместо на черен фон. | Пагоните са същите както и тези на Ротата, но на червен, вместо на черен фон. |

#### Подофицерски и войнишки звания
- главен старшина (Adjutant Chef)
- старшина (Adjutant)
- старши сержант (Maréchal de Logis Major)
- сержант (Maréchal de Logis Chef)
- младши сержант (Maréchal de Logis)
- ефрейтор (Brigadier)
- карабинер I клас (Carabinier Première Classe)
- карабинер II клас (Carabinier Deuxième Classe)

Полицията на Монако е правоохранителен орган и не е част от въоръжените сили